# Alfabet ukraiński

33 duże litery cyrylicy ukraińskiej

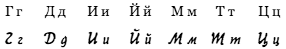
Rozbieżności między kursywą a pismem prostym

Alfabet ukraiński – alfabet oparty na cyrylicy przystosowaną do zapisu języka ukraińskiego. Składa się z 33 liter, choć jest też używany apostrof, który nie jest częścią alfabetu.

## Alfabet
| pismo proste | kursywa | wymowa (IPA)  | transliteracja ISO 9 | transkrypcja PWN     |
| ------------ | ------- | ------------- | -------------------- | -------------------- |
| А а          | A a     | [ɑ]           | A a                  | A a                  |
| Б б          | Б б     | [b]           | B b                  | B b                  |
| В в          | В в     | [ʋ], [w]      | V v                  | W w                  |
| Г г          | Г г     | [ɦ]           | G g                  | H h                  |
| Ґ ґ          | Ґ ґ     | [g]           | G̀ g̀                  | G g                  |
| Д д          | Д д     | [d], [ɟ]      | D d                  | D d                  |
| Е е          | Е е     | [ɛ]           | E e                  | E e                  |
| Є є          | Є є     | [ʲɛ], [jɛ]    | Ê ê                  | Je je, ie, e         |
| Ж ж          | Ж ж     | [ʒ], [ʒʲ]     | Ž ž                  | Ż ż                  |
| З з          | З з     | [z], [ʑ]      | Z z                  | Z z                  |
| И и          | И и     | [ɪ]           | I i                  | Y y                  |
| І і          | І і     | [i], [ʲi]     | Ì ì                  | I i                  |
| Ї ї          | Ї ї     | [ji]          | Ï ï                  | Ji ji                |
| Й й          | Й й     | [j] ([ʝ]/[ç]) | J j                  | J j                  |
| К к          | К к     | [k]           | K k                  | K k                  |
| Л л          | Л л     | [ɫ], [ʎ], [l] | L l                  | Ł ł, L l             |
| М м          | М м     | [m]           | M m                  | M m                  |
| Н н          | Н н     | [n], [ɲ]      | N n                  | N n                  |
| О о          | О о     | [ɔ]           | O o                  | O o                  |
| П п          | П п     | [p]           | P p                  | P p                  |
| Р р          | Р р     | [r], [rʲ]     | R r                  | R r                  |
| С с          | С с     | [s], [ɕ]      | S s                  | S s                  |
| Т т          | Т т     | [t], [c]      | T t                  | T t                  |
| У у          | У у     | [u]           | U u                  | U u                  |
| Ф ф          | Ф ф     | [f]           | F f                  | F f                  |
| Х х          | Х х     | [x]           | H h                  | Ch ch                |
| Ц ц          | Ц ц     | [ʦ], [ʨ]      | C c                  | C c                  |
| Ч ч          | Ч ч     | [ʧ], [ʧʲ]     | Č č                  | Cz cz                |
| Ш ш          | Ш ш     | [ʃ], [ʃʲ]     | Š š                  | Sz sz                |
| Щ щ          | Щ щ     | [ʃʧ], [ʃʧʲ]   | Ŝ ŝ                  | Szcz szcz            |
| Ь ь          | Ь ь     | [ʲ]           | ′ (prim)             | ´ (zmiękczenie), I i |
| Ю ю          | Ю ю     | [ʲu], [ju]    | Û û                  | Ju ju, iu, u         |
| Я я          | Я я     | [ʲa], [ja]    | Â â                  | Ja ja, ia, a         |
| ’            | ’       | –             | ’(apostrof)          | –                    |

## Historia

### Początki
Początkowo do zapisu języka ruskiego, który był protoplastą późniejszego języka ukraińskiego, używano cyrylicy w wersji cerkiewnosłowiańskiej. Miało to związek z faktem, iż język cerkiewnosłowiański odgrywał częściowo rolę języka literackiego, a przynajmniej wywierał nań znaczący wpływ. Ponieważ fonetyka ruska różniła się od cerkiewnosłowiańskiej, występowały liczne niekonsekwencje i niejednoznaczności pisowni. Standard pisowni ustalił się dopiero w roku 1619 z chwilą wydania gramatyki Melecjusza Smotryckiego. Wprowadził on do użytku charakterystyczną tylko dla alfabetu ruskiego literę ґ na oznaczenie dźwięku [g]. Jednocześnie od XVII w. równolegle, choć rzadziej, korzystano z alfabetu łacińskiego.
W 1708 roku w Carstwie Rosyjskim wprowadzono grażdankę – nowoczesną odmianę cyrylicy wzorowaną na drukowanym piśmie łacińskim. W niedługim czasie przyjęły ją wszystkie narody słowiańskie używające cyrylicy. Przy tym Ukraińcom w Rosji narzucono używanie alfabetu w wersji rosyjskiej. Wskutek tego na początku XIX-wiecznego okresu kształtowania się nowoczesnego narodu ukraińskiego używano ortografii etymologicznej, odwołującej się do przeszłości, przy czym w należącej od rozbiorów Rzeczypospolitej do Austrii Galicji Wschodniej – z użyciem cyrylicy cerkiewnosłowiańskiej, natomiast na Ukrainie naddnieprzańskiej – z użyciem rosyjskiej grażdanki.

### Ruch narodowy i wojna ortograficzna
Dopiero działania na rzecz wypracowania ukraińskiego języka literackiego doprowadziły do powstania pierwszego alfabetu przystosowanego do jego specyfiki. Było to konieczne, gdyż nowoczesny język ukraiński oparto na języku ludowym, którego dystans do cerkiewnosłowiańskiego i rosyjskiego był znaczący. Pierwsza połowa XIX w. upłynęła na dyskusjach językoznawców, spierających się o wybór zasady fonetycznej lub etymologicznej. W międzyczasie w Galicji wydane zostało pierwsze większe dzieło literackie – zbiór Rusałka Dniestrowa, którego autorzy – Ruska Trójca – zastosowali pisownię fonetyczną. Rozszerzyli oni rosyjską grażdankę o nowe litery z cyrylicy cerkiewnej (krócej lub dłużej używane już wcześniej do zapisu języka ukraińskiego): і, є, ґ oraz dwuznaki ьо, йо, usunęli natomiast niepotrzebne litery ъ, ы. Sukces zbioru stanowił ważny argument dla zwolenników pisowni fonetycznej. W drugiej połowie XIX w. pisownię tę spopularyzował Pantelejmon Kulisz, od którego nazwiska wywiedziono nazwę współczesnej ukraińskiej cyrylicy – kuliszówka (ukr. кулішівка).
Kuliszówka początkowo najwięcej zwolenników miała w Rosji. Natomiast w Galicji większość ukraińskich językoznawców stanowili działacze konserwatywni, wspierani przez Kościół Prawosławny. Uważali oni wszelkie próby zmian za dążenie do polonizacji, wymuszając używanie ortografii cerkiewnosłowiańskiej. W 1842 wprowadzono wprawdzie do publikacji świeckich grażdankę, jednak używano jej wyłącznie w wersji etymologicznej, opartej na cerkiewnosłowiańskim lub rosyjskim.
Rozważane przez władze austriackie w roku 1859 całkowite porzucenie cyrylicy i przejście na alfabet łaciński (tzw. łacinka ukraińska) doprowadziły do tak wielkich protestów, że rząd raz na zawsze wycofał się z tego pomysłu. Nie udało się nawet wprowadzić bardzo ograniczonych zmian grażdanki – protesty przeciw usunięciu twardego znaku doprowadziły do wycofania się rządu austriackiego z już wprowadzonej reformy w roku 1861.
Jednakże w 1876 w Imperium Rosyjskim ukazem emskim zakazano druku większości publikacji w języku ukraińskim, zaś publikacje dozwolone mogły być drukowane wyłącznie z użyciem alfabetu rosyjskiego. Dyskusje nad ortografią przeniosły się więc do Galicji.
W tym czasie powstała m.in. drahomanówka (hercegowinka), opracowana w Genewie przez pochodzącego z Rosji Mychajła Drahomanowa na bazie nowego alfabetu serbskiego Vuka Karadžicia, która zyskała poparcie sporej liczby językoznawców galicyjskich; używał jej m.in. Iwan Franko.

### Wprowadzenie ortografii fonetycznej
W roku 1886 nakładem lwowskiego Towarzystwa Naukowego im. Szewczenki ukazał się słownik ukraińsko-niemiecki Jewhena Żełechiwskiego, którego autor wybrał pisownię fonetyczną. Charakterystyczne dla tej ortografii było rozróżnienie i zmiękczającego (ї) i i niezmiękczającego (і), co było potrzebne dla odzwierciedlenia ówczesnej ukraińskiej wymowy na terenie Galicji. Oprócz liter usuniętych wcześniej przez Ruską Trójcę, usunięto również literę ѣ (jać), zastępując ją i. Na bazie tego słownika Fedir Gartner i Stepan Smal-Stocki opracowali podręcznik Ruska hramatyka, dla której w 1893 r. uzyskali atest do użytku szkolnego. Tym razem władze austriackie nie ustąpiły przed protestami naukowców ani ambasady rosyjskiej. W ten sposób współczesna ortografia i alfabet ukraiński (choć z pewnymi osobliwościami galicyjskimi) zostały po raz pierwszy wprowadzone do użytku oficjalnego.
W Rosji ukraiński nie stał się językiem urzędowym, nie było więc urzędowo zatwierdzonej pisowni. Jednak po rewolucji 1905 roku odwołany został zakaz druku w języku ukraińskim i nakaz używania alfabetu rosyjskiego. Dla Ukraińców pod władzą Imperium Rosyjskiego naturalny był wówczas powrót do pisowni fonetycznej, której normy określił słownik Borysa Hrinczenki. Po rewolucji lutowej i obaleniu caratu w 1917 na Ukrainie zaczęto tworzyć szkoły z językiem ukraińskim. Dla ich potrzeb komisja ministerialna Ukraińskiej Republiki Ludowej opracowała pierwsze skrótowe zasady pisowni, wydane ostatecznie w 1919 roku.

### Okres ZSRR
Ukraińska SRR początkowo przyjęła słownik z czasów krótkiej niepodległości, jednak po zakończeniu wojny polsko-bolszewickiej powołano nową komisję Wszechukraińskiej Akademii Nauk, której zadaniem było szersze opracowanie zagadnienia. Komisja oparła się wyłącznie na dialektach wschodnioukraińskich i wschodnioukraińskiej tradycji ortograficznej. Pojawiły się więc żądania poszerzenia jej składu, co nastąpiło w 1927 r., kiedy to w Charkowie (ówczesnej stolicy) zwołano konferencję naukową z udziałem przedstawicieli Towarzystwa im. Szewczenki ze Lwowa. Ponieważ wszyscy dążyli do jednolitej ortografii, bez dopuszczenia wariantów alternatywnych, postanowiono w drodze kompromisu przyjąć niektóre wnioski strony galicyjskiej jako obowiązujące wszystkich, co doprowadziło do niespójności i niejasności reguł. Ortografię tę zatwierdził komisarz ludowy oświaty Ukraińskiej SRR Mykoła Skrypnyk w roku 1928, a Ukraińska Akademia Nauk i Towarzystwo im. Szewczenki w roku 1929.
Ortografia charkowska (ukr. харківський правопис) stosowana w II Rzeczypospolitej do agresji ZSRR na Polskę we wrześniu 1939. Natomiast w ZSRR już w 1931 roku dopuszczono odstępstwa od kompromisu na rzecz dialektów wschodnioukraińskich, zaś potem, na fali rusyfikacji pod patronatem Stalina, wprowadzono nową ortografię. Jak stwierdzono w przedmowie, miała ona na celu oczyszczenie od „odchyleń nacjonalistycznych, które (…) skierowały język ukraiński na drogę oderwania od rosyjskiego (…), zorientowały język ukraiński na polską i czeską kulturę burżuazyjną, postawiły barierę między językiem ukraińskim i rosyjskim”. Kolejne wydanie z roku 1946 równie szczerze postawiło sobie za cel „udoskonalenie pisowni” tak, aby „zapewnić jedność z ortografiami bratnich narodów Związku Radzieckiego, szczególnie rosyjskiego”. Kolejnego posunięcia w tym kierunku dokonano w roku 1960.
Rezultatem rusyfikacji było usunięcie z alfabetu litery ґ, zakaz pisowni і na początku wyrazu, ograniczenie pisowni і na rzecz и i in. Wszystkie te zmiany były sprzeczne z wymową, a więc stanowiły odwrót od pisowni fonetycznej na rzecz pisowni jak najbardziej zbliżonej do rosyjskiej. Doprowadziły tym samym do zmiany powszechnej wymowy w licznych przypadkach na rosyjską.

### Od lat 90.
Dopiero u schyłku ZSRR, w roku 1990, dokonano pierwszych zmian w kierunku derusyfikacji. Do alfabetu wróciła wówczas litera ґ. Kolejne zmiany zostały wprowadzone w roku 1993, jednak zostały uznane za niewystarczające. Dużą reformę ortografii zamierzano wprowadzić w roku 2001, jednak po protestach jej przeciwników prace zostały wstrzymane.
Główne punkty sporne to:
- pisownia г i ґ (г wprowadzono w czasach ZSRR, ale jego zwolennicy uważają proponowane poszerzenie używania ґ za galicyzację);
- pisownia ф i т w zapożyczeniach (proponuje się dostosować pisownię do zachodniosłowiańskiej zamiast rosyjskiej);
- pisownia є i е oraz i i и w zapożyczeniach (proponuje się odejść od rosyjskiej Европы na rzecz dawnej ukraińskiej Європи);
- pisownia и na początku wyrazu (obecnie zgodnie z ortografią rosyjską pisze się і).

W kręgach intelektualnych pojawiła się dość wcześnie idea równoległego wprowadzenia alfabetu łacińskiego. Zasadnicza linia sporu przebiega między zwolennikami pisowni angielskiej (na wzór obecnej transkrypcji urzędowej) i słowiańskiej (na wzór tradycyjnej łacinki). Coraz więcej mówi się też o możliwości wprowadzenia drahomanówki. Jednak mimo widocznego zwiększenia zainteresowania tymi propozycjami (z elitarnych czasopism przenikają już do codziennej prasy i forów internetowych), propozycje te wciąż nie mają znaczącego poparcia społecznego.